# 2. Armee (Deutscher Krieg)
Die preußische 2. Armee war ein kurzfristig gebildeter Heeresverband im Deutschen Krieg von 1866. Sie operierte aus dem Raum Glatz nach Böhmen und griff am 3. Juli entscheidend in die Entscheidungsschlacht bei Königgrätz gegen die österreichische Nordarmee ein.

## Gliederung
Oberbefehlshaber war Kronprinz Friedrich Wilhelm von Preußen, als Generalstabschef fungierte Generalmajor Leonhard von Blumenthal, als Oberquartiermeister Oberst von Stosch. Artilleriekommandeur war Generalleutnant von Jacobi.

### I. Armee-Korps
Kommandierender General: Generalleutnant Adolf von Bonin

Chef des Stabes: Oberstleutnant von Borries
Das I. Armee-Korps gliederte sich wie folgt:
1. Division (Generalleutnant Georg Friedrich von Großmann)
1. Brigade: Generalmajor Alexander von Pape
- Grenadier-Regiment Nr. 1 (1. Ostpreußisches) Nr. 1
- Infanterie-Regiment (5. Ostpreußisches) Nr. 41: Oberst Hermann von Koblinski

2. Brigade: Generalmajor Albert von Barnekow
- Infanterie-Regiment Nr. 3
- Infanterie-Regiment Nr. 43: Oberst Heinrich von Tresckow
- Lithauisches Dragoner-Regiment Nr. 1

2. Division (Generalleutnant Friedrich von Clausewitz)
3. Brigade: Generalmajor August Malotki von Trzebiatowski
- Infanterie-Regiment Nr. 4
- Infanterie-Regiment Nr. 44

4. Brigade: Generalmajor Baron Gustav von Buddenbrock
- Infanterie-Regiment Nr. 5
- Infanterie-Regiment Nr. 45
- Leibhusaren-Regiment Nr. 1
- Ostpreußisches Jäger-Bataillon Nr. 1

2. Kavallerie-Brigade: Oberst Adalbert von Bredow
- Ostpreußisches Kürassier-Regiment Nr. 3
- Ostpreußisches Ulanen-Regiment Nr. 8
- Lithauisches Ulanen-Regiment Nr. 12

### V. Armee-Korps
Kommandierender General: General Karl Friedrich von Steinmetz

Chef des Stabes: Oberst Ludwig von Wittich
Das V. Armee-Korps gliederte sich wie folgt:
9. Division (Generalmajor Julius Ludwig von Loewenfeld)
17. Brigade: Generalmajor Karl Rudolf von Ollech
- Westphälisches Füsilier-Regiment Nr. 37, Oberst von Below
- 3. Posensches Infanterie-Regiment Nr. 58, Oberst Bruno von François

18. Brigade: Generalmajor Adolf von Horn
- Königs-Grenadier-Regiment (2. Westpreußisches) Nr. 7, Oberst von Voigts-Rhetz

10. Division (Generalmajor Hugo Ewald von Kirchbach)
19. Brigade: Generalmajor Otto von Tiedemann
- 1. Westpreußisches Grenadier-Regiment Nr. 6, Oberstleutnant Karl von Scheffler
- 1. Niederschlesischen Infanterie-Regiment Nr. 46, Oberst Walther von Monbary

20. Brigade: Generalmajor Theodor Rudolf August Wittich
- 2. Niederschlesischen Infanterie-Regiment Nr. 47, Oberst von Massow
- 6. Brandenburgisches Infanterie-Regiment Nr. 52, Oberst Karl von Blumenthal

Kombinierte Kavalleriebrigade Generalmajor Karl Georg Heinrich von Wnuck
- Westpreußischen Ulanen-Regiment Nr. 1, Oberst von Tresckow
- 1. Schlesisches Dragoner-Regiment Nr. 4, Major von Mayer
- Niederschlesisches Feld-Artillerie-Regiments Nr. 5, Oberstleutnant Elten
- 5. Jäger Bataillon
- 2. Schlesische Dragoner-Regiment Nr. 8, Oberstleutnant von Wichmann

### VI. Armee-Korps
Kommandierender General: General Louis von Mutius

Chef des Stabes: Oberst Oskar von Sperling
Das VI. Armee-Korps gliederte sich wie folgt:
11. Division (Generalleutnant Adolf von Zastrow)
21. Brigade: Generalmajor Louis von Hanenfeldt
- 1. Schlesisches Grenadier-Regiment Nr. 10, Oberst Freiherr von Falkenstein
- 3. Niederschlesisches Infanterie-Regiment Nr. 50, Oberst von Natzmer

22. Brigade: Generalmajor Otto von Hoffmann
- 4. Niederschlesisches Infanterie-Regiment Nr. 51, Oberst Paris
- Schlesisches Füsilier-Regiment Nr. 38, Oberst von Witzleben
- 2. Schlesisches Dragoner-Regiment Nr. 8, Oberstleutnant von Wichmann
- 2. Fuß-Abteilung Schlesischen Feldartillerie-Regiments Nr. 6, Major Bröcker
- Schlesisches Pionier-Bataillon, Oberstleutnant Dieterich

12. Division (Generalleutnant Ferdinand von Prondzynski)
1. Kombinierte Brigade: Generalmajor Karl von Cranach
- 1. Oberschlesisches Infanterie-Regiment Nr. 22, Oberst Amand von Ruville
- 2. Oberschlesisches Infanterie-Regiment Nr. 23, Oberst Oskar Stein von Kaminski

2. Kombinierte Brigade: Generalmajor von Knobelsdorff
- 3. Oberschlesisches Infanterie-Regiment Nr. 62, Oberst von Malachowski
- 4. Oberschlesisches Infanterie-Regiment Nr. 63, Oberstleutnant von Eckartsberg

- 2. Schlesisches Husaren-Regiment Nr. 6, Oberst von Trotha
- Schlesisches Kürassier-Regiment Nr. 1, Oberst von Barby
- Schlesisches Ulanen-Regiment Nr. 2, Oberst August von Baumgarth
- Schlesisches Jäger-Bataillon Nr. 6, Oberstleutnant Graf zu Dohna
- 1. Fuß-Abteilung Schlesischen Feld Artillerie-Regiments, Major Forst
- Kavallerie: 1. Schlesisches Husaren-Regiment Nr. 4, Oberstleutnant von Buddenbrock
- Reserve-Artillerie: 5 Batterien unter Oberst Otto von Scherbening

### Garde-Korps
Kommandierender General: Prinz August von Württemberg

Chef des Stabes: Oberstleutnant Friedrich Franz von Dannenberg
Das Garde-Korps gliederte sich wie folgt:
1. Garde-Division (Generalleutnant Wilhelm Hiller von Gärtringen)
1. Garde-Infanterie-Brigade: Oberst Hugo von Obernitz
- 1. Garde-Regiment, Oberst Emil von Kessel
- 3. Garde-Regiment, Oberst Knappe von Knappstädt

2. Garde-Infanterie-Brigade: Generalmajor Konstantin von Alvensleben
- 2. Garde-Regiment, Oberst Alexander von Pape
- Garde-Füsilier-Regiment, Oberst von Werder
- Garde-Jäger-Bataillon, Oberstleutnant von Röder
- Garde-Husaren-Regiment, Oberst von Krosigk
- vier Garde-Batterien, Major Hermann Bychelberg

2. Garde-Division (Generalleutnant Heinrich von Plonski)
3. Garde-Infanterie-Brigade: Generalmajor Rudolph Otto von Budritzki
- Garde-Grenadier-Regiment Kaiser Alexander Nr. 1, Oberst Otto Knappe von Knappstädt
- 3. Garde-Grenadier-Regiment Königin Elisabeth, Oberst Gustav Karl Ludwig von Pritzelwitz

4. Garde-Infanterie-Brigade: Generalmajor Leopold von Loën
- Kaiser Franz-Garde-Grenadier-Regiment Nr. 2 Oberst Gustav von Fabeck
- 4. Garde-Grenadier-Regiment Königin, Oberst Otto von Strubberg
- Garde-Schützen-Bataillon Major von Besser
- 3. Garde-Ulanen-Regiment, Oberst Mirus
- vier Garde-Batterien unter Major von der Goltz

Schwere Garde-Kavallerie-Brigade
- Regiment Gardes du Corps
- Garde-Kürassiere unter Prinz Albrecht von Preußen
- Reserve-Artillerie, 5 Batterien unter Oberst Prinz Kraft zu Hohenlohe-Ingelfingen[1]

## Kriegsverlauf

### Grenzübergang
Die preußische 2. Armee rückte in drei Heersäulen, teils aus der Grafschaft Glatz, über Braunau, sowie auf der Landeshuter Straße nach Liebau vor. Als Vorhut der 2. Armee überschritt das V. Korps am Abend des 26. Juni 1866 die Metau, den Grenzfluss zwischen der Grafschaft Glatz und Böhmen. Auf der Strecke von Nachod bis Trautenau rückten gleichzeitig auch das preußische I. Armee-Korps und das Gardekorps in Böhmen ein, das VI. Armee-Korps stand noch als Reserve im Glatzer Raum und folgte verspätet nach. Bei Schlaney überschritt die Vorhut der 9. Division die schlesische Grenze. Das VI. Korps stand am 26. Juni 1866 noch als Reserve im Raum Glatz hinter dem V. Armee-Korps und folgte zuletzt über die Grenze nach. Der Grenzübergang Beloves wurde von den Österreichern ungenügend gesichert und schnell aufgegeben. Der Weitermarsch des V. Korps erfolgte über die engen Pässe der Mettau nach Nachod, der Kronprinz begab sich von Braunau kommend ins Hauptquartier des V. Korps.

### Schlacht von Trautenau und Nachod

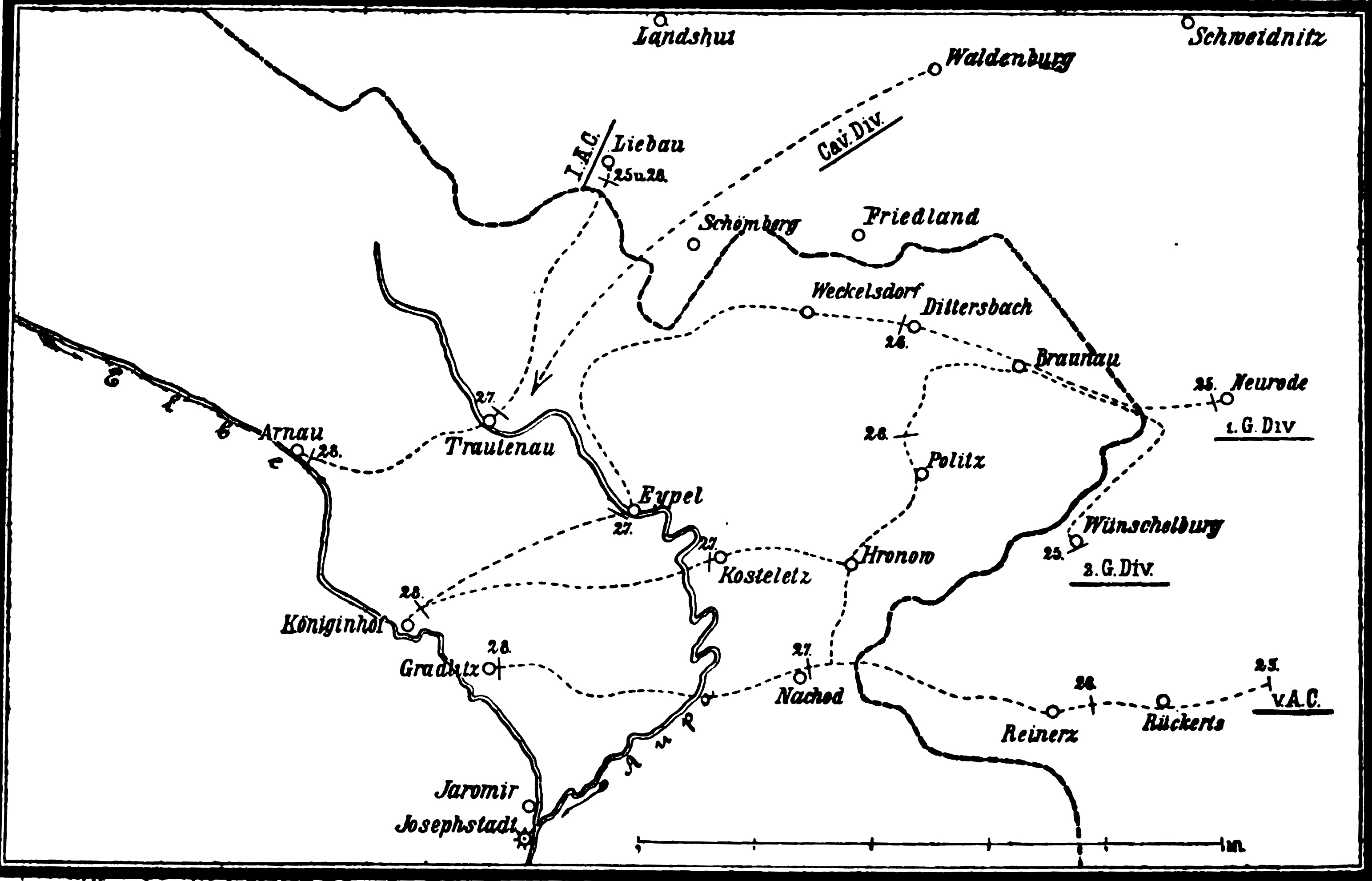
Anmarsch der preußischen 2. Armee zur Elbe

Das preußische Korps Bonin war am 27. Juni 1866 in der Schlacht bei Trautenau vom österreichischen X. Armeekorps unter FML Ludwig von Gablenz zurückgeschlagen worden. Das I. Korps musste auf Goldenöls zurückgehen, darauf übernahm das über Eypel anrückende preußische Gardekorps die Vorhut und schlug Teile des österreichischen IV. Korps bei Soor und Burkersdorf. Die Truppen des Generals von Bonin verloren ihre Rolle als Vorhut der preußischen 2. Armee und wurden darin durch das preußische Gardekorps unter Prinz August von Württemberg abgelöst.
Am 27. Juni hatte der linke Flügel der Armee des Kronprinzen, das V. Korps des Generals Steinmetz das österreichische VI. Korps unter FML Ramming bei Nachod geworfen. Das rechtzeitige Eingreifen der 10. Division unter Generalleutnant von Kirchbach sicherte den preußischen Sieg, die wichtige Höhe von Wysokov wurde von den Preußen erobert. FML Gablenz zog sein bei Trautenau abgekämpftes X. Korps nach Soor zurück und bat FZM Benedek um Verstärkung. Die Österreicher versuchten den Vormarsch der preußischen Garde durch konzentriertes Artilleriefeuer aus Norden und Osten auf Staudenz zu lenken und dort festzuhalten. Er wollte damit Einheiten des herankommenden IV. Korps unter FML Tassilo Festetics die Möglichkeit verschaffen, die Garde von Süden her in die Flanke zu fallen. Am 28. Juni folgte das Gefecht von Soor und Burkersdorf. Die preußische 1. Gardedivision unter Führung von Generalleutnant Hiller von Gärtringen drängte die österreichischen Verteidiger bei Staudenz erfolgreich zurück. Gleichzeitig konnte weiter nördlich die 2. Garde-Division unter General von Plonski die österreichische Brigade Grivicic vom restlichen X. Korps abschneiden und diese im Gefecht bei Burkersdorf nahezu vollständig aufreiben.

### Schlacht bei Skalitz, Vorstoß zur Elbe
Am Morgen des 28. Juni erhielt General von Mutius, dessen Gros im Laufe des Tages Alt-Hayde erreichten, den Befehl mit seinem VI. Korps zügig über Nachod weiter vorzugehen, um die linke Flanke der Armee zu verstärken. Währenddessen schlug das preußische V. Korps das zur Hilfe eilende österreichische VIII. Korps unter Erzherzog Leopold in der Schlacht bei Skalitz. Nach den vergeblichen Angriffen der Österreicher hatte es die 10. Division geschafft in das gegnerische Zentrum einzubrechen, gleichzeitig hatte die 9. Division die Höhen vor der Aupa eingenommen.
Beim Weitermarsch des V. Korps auf Gradlitz folgte am 29. Juni das Gefecht bei Schweinschädel. Beim Vormarsch des V. Korps entwickelte sich beim Anmarsch auf Schweinschädel ein Artillerieduell mit österreichischen Batterien. Nur um eine Verzögerung des preußischen Vormarsches zu erreichen, stellten sich Teile des österreichischen IV. Korps unter FML Festetics zum Kampf. Die Angriffe der Preußen brachen in den Ort Schweinschädel ein, das Schnellfeuer ihrer Hinterlader brachte den Österreichern die längere Zeit eine ummauerte Meierei verteidigten, erhebliche Verluste. Die Verfolgung wurde auf Gradlitz fortgesetzt. Am 2. Juli zur Beobachtung von Josephsstadt befohlen, verlor das V. Korps seine Führungsrolle an das VI. Korps und konnte daher am 3. Juli nicht mehr bei Königgrätz eingreifen.
Dem Befehl Moltkes folgend, hatte das Gardekorps bei Burkersdorf und Alt-Rognitz den Gegner geschlagen und in den folgenden Tagen die Verbindung mit dem I. Armeekorps sowie mit dem V. Armeekorps hergestellt.
Die 2. Armee begann am 1. Juli mit dem Elbübergang, brach diesen jedoch ab, als die Marschsicherung den Abzug des Gegners feststellen musste. Die Armee verblieb auf dem linken Elbufer, nachdem sie das I. Korps bis nahe an die Straße Miletin–Gitschin vorgeschoben und mit der Vorhut des Gardekorps die Elbe bei Königinhof überschritten hatte. General Moltke erwartete die Vereinigung der gesamten preußischen 2. Armee an der Elbe bei Königinhof, das von der 1. Garde-Division besetzt wurde.

### Entscheidung bei Königgrätz
Prinz Friedrich Wilhelm von Preußen wurde aufgefordert, wenigstens mit einem Armeekorps gegen die rechte Flanke Benedeks vorzugehen und den Angriff der 1. Armee in der entscheidenden Schlacht bei Königgrätz zu unterstützen. Die 1. Garde-Division griff dann ab Mittag des 3. Juli als Vorhut der 2. Armee entscheidend in die Kämpfe ein, es richtete seinen Stoß teils gegen Benatek, teils gegen Horenowes. Über Maslowed vordringend in das Zentrum der österreichischen Stellung einbrechend wurde Chlum erstürmt. Bei der Verteidigung dieses Ortes gegen Angriffe österreichischer Reserven fiel der Kommandeur der 1. Garde-Division, General Hiller von Gärtringen, nachdem er von einem Granatsplitter getroffen worden war. Das am Ostflügel eingreifende VI. Korps überschritt die Trotina bei Racitz und besetzte Nedelischt und Lochenitz, damit war bereits gegen 15 Uhr die nördliche österreichische Hauptverteidigungslinie zwischen Chlum und Lochenitz in preußischer Hand. Der linke Flügel der 2. Armee näherte sich dem rechten Flügel der Elbarmee und zwang die dazwischen liegenden Österreicher zum Rückzug. Am späten Nachmittag war die Lage der österreichischen Nordarmee unhaltbar geworden. Das Eingreifen der 11. Division unter General von Zastrow gegen die rechte Flanke der Österreicher zwang FZM von Benedek zum Rückzug. Die preußische Artillerie eröffnete von der Linie Stresetitz–Langenhof–Rosberitz heftiges Feuer auf die zurückweichenden österreichischen Truppen. Bei den Dispositionen für die Verfolgung der Österreicher wurde dem I. Korps der Vortritt gelassen, so dass General von Clausewitz mit der 2. Division auf der Straße von Tobitschau nach Prerau vorgehen sollte. Am 17. Juli sollte die preußische Kavallerie–Division bis Kremsier voraus den Marsch des V. Korps decken. Der weitere Vormarsch, führte die 10. Division an die ungarische Grenze. Das Garde- und VI. Korps erreichten bei der Verfolgung der Österreicher bis zum 18. Juli den Raum Brünn.